# Brandon Baker
Brandon Baker (Anaheim, 28 aprile 1985) è un attore statunitense.

## Biografia
Di origini inglesi, tedesche e filippine, Baker ha iniziato a recitare all'età di 11 anni. A 12 anni ha ottenuto il suo primo ruolo importante come protagonista di Mowgli e il libro della giungla. Successivamente ha affiancato Blake Heron nel film Wind River (1998).
Più recentemente Baker ha partecipato alle serie Boston Public.
Ha realizzato varie produzioni cinematografiche per la Disney, tra cui Johnny Tsunami - Un surfista sulla neve (1999) e il suo sequel del 2007 Johnny Kapahala - Cavalcando l'onda (film in cui ha avuto la parte del protagonista, oltre ad essere apparso nella serie televisiva Even Stevens.
Per la sua attività ha riportato una candidatura e una vittoria agli YoungStar Awards, negli anni 1999 - 2000.

## Filmografia parziale
- Mowgli e il libro della giungla (The Jungle Book: Mowgli's Story), regia di Nick Marck (1998)
- City Guys - serie TV, episodio 2x09 (1998)
- One World - serie TV, 39 episodi (1998-2001)
- P.U.N.K.S., regia di Sean McNamara (1999)
- Johnny Tsunami - Un surfista sulla neve (Johnny Tsunami), regia di Steve Boyum – film TV (1999)
- Wind River, regia di Tom Shell (2000)
- Even Stevens - serie TV, 4 episodi (2000-2003)
- Boston Public - serie TV, episodio 1x09 (2001)
- Go Fish - serie TV, episodio 1x04 (2001)
- Campus Confidential, regia di Melanie Mayron (2005)
- The Unit - serie TV, episodio 2x20 (2007)
- Johnny Kapahala - Cavalcando l'onda (Johnny Kapahala: Back on Board), regia di Eric Bross - film TV (2007)

## Doppiatori italiani
Nelle versioni in italiano delle opere in cui ha recitato, Brandon Baker è stato doppiato da:
- Fabrizio De Flaviis in Mowgli e il libro della giungla
- Domitilla D'Amico in P.U.N.K.S.
- Francesco Nicotra in Johnny Tsunami - Un surfista sulla neve
- Daniele Raffaeli in Campus Confidential
- Andrea Mete in Johnny Kapahala - Cavalcando l'onda